# Margaretha Švédská
Margaretha Švédská (* 31. října 1934 Solna) je švédská princezna a starší sestra krále Karla XVI. Gustava.

## Mládí
Narodila se 31. října 1934 v paláci Haga jako první dítě prince Gustava Adolfa Švédského a jeho manželky princezny Sibylly Sasko-Kobursko-Gothajské. Z otcovy strany byla vnučkou korunního prince Gustava Adolfa a jeho manželky princezny Margarety z Connaughtu. Z matčiny strany byla vnučkou Karla Eduarda, vévody Sasko-Kobursko-Gothajského a jeho manželky princezny Viktorie Adelaidy Šlesvicko-Holštýnské.
I když je nejstarším dítětem, podle bývalé švédské ústavy jako žena neměla právo na trůn.

## Manželství
Roku 1950 měla vztah s Robinem Douglas-Homem, se skotským aristokratem a synovcem budoucího premiéra Spojeného království Aleca Douglas-Home avšak se nikdy nevzali.
Roku 1963 poznala na jedné večeři s oslavou ve Spojeném království svého budoucího manžela Johna Kennetha Amblera. Zasnoubení bylo oznámeno 28. února 1964. Svatba proběhla 30. června 1964 v kostele Gärdslösa na ostrově Öland. Pár se usadil ve Vile Chippinghurst v Oxfordshire. V důsledku jejího sňatku s nešlechticem přišla o titul Její královská Výsost a král jí předal zdvořilostní titul Princezna Margaretha, paní Ambler. Její potomci nemají právo na trůn.
Roku 1994 se pár oddělil avšak se nikdy nerozvedli. Její manžel zemřel 31. května 2008.

### Potomci
Se svým manželem zplodila tři děti:
- Sibylla Louise Ambler (* 14. dubna 1965), sňatek s baronem Henningem von Dincklage
- Charles Edward Ambler (* 14. července 1966), sňatek s Helen Jane Ross
- James Patrick Ambler (* 10. června 1967), sňatek s Ursulou Mary Shipley

## Královské povinnosti
V červnu roku 1960 Margaretha se svou sestřenicí korunní princeznou Markétou Dánskou a s její tetou princeznou Astrid Norskou odletěli do USA. Na této návštěvě tři skandinávské princezny navštívily Disneyland, Hollywood a Paramount Pictures. Zde se setkali s Deanem Martinem, Jerry Lewisem a s Elvisem Presley.
Margaretha žije poblíž Chipping Norton v Oxfordshiru, kde neprovádí žádné oficiální závazky jménem královské rodiny.
Podílela se na rodinných akcích jako byly např. padesáté narozeniny krále Gustava, svatba její neteře korunní princezny Viktorie Švédské a Daniela Westlinga, svatba neteře princezny Madeleine Švédské a Christophera O'Neilla, svatba synovce prince Karla Filipa Švédského a Sofie Hellqvist, křtiny a pohřby.

## Vyznamenání
Národní vyznamenání
- Švédsko: Členka velkokříže Řádu Serafínů
- Švédsko: Členka Královského domácího řádu krále Gustava VI. Adolfa, 1. třídy
- Švédsko: Členka Královského domácího řádu krále Karla XVI. Gustava, 1. třídy
- Švédsko: Medaile krále Gustava V. k výročí 90. narozenin
- Švédsko: Pamětní medaile krále Gustava V.
- Švédsko: Medaile krále Gustava VI. Adolfa k výročí 85. narozenin
- Švédsko: Medaile krále Karla XVI. Gustava k výročí 50. narozenin
- Švédsko: Svatební medaile korunní princezny Viktorie a Daniela Westlinga
- Švédsko: Jubilejní medaile krále Karla XVI. Gustava

Vyznamenání cizích zemí
- Německo: Velkokříž Záslužného řádu Spolkové republiky Německo, 1. třídy
- Nizozemsko: rytíř Nassavského domácího řádu zlatého lva

## Vývod z předků
|                      |                                                                   |  |                                 |                                                         |  |  |  |  |  |  |  | Oskar II. |
|                      |                                                                   |  |                                 |                                                         |  |  |  |  |  |  |  |           |
|                      | Gustav V.                                                         |  |                                 |                                                         |  |  |  |  |  |  |  |           |
|                      |                                                                   |  |                                 |                                                         |  |  |  |  |  |  |  |           |
|                      |                                                                   |  |                                 | Žofie Nasavská                                          |  |  |  |  |  |  |  |           |
|                      |                                                                   |  |                                 |                                                         |  |  |  |  |  |  |  |           |
|                      | Gustav VI. Adolf                                                  |  |                                 |                                                         |  |  |  |  |  |  |  |           |
|                      |                                                                   |  |                                 |                                                         |  |  |  |  |  |  |  |           |
|                      |                                                                   |  |                                 | Fridrich I. Bádenský                                    |  |  |  |  |  |  |  |           |
|                      |                                                                   |  |                                 |                                                         |  |  |  |  |  |  |  |           |
|                      | Viktorie Bádenská                                                 |  |                                 |                                                         |  |  |  |  |  |  |  |           |
|                      |                                                                   |  |                                 |                                                         |  |  |  |  |  |  |  |           |
|                      |                                                                   |  |                                 | Luisa Pruská                                            |  |  |  |  |  |  |  |           |
|                      |                                                                   |  |                                 |                                                         |  |  |  |  |  |  |  |           |
|                      | Gustav Adolf Švédský                                              |  |                                 |                                                         |  |  |  |  |  |  |  |           |
|                      |                                                                   |  |                                 |                                                         |  |  |  |  |  |  |  |           |
|                      |                                                                   |  |                                 | Albert Sasko-Kobursko-Gothajský                         |  |  |  |  |  |  |  |           |
|                      |                                                                   |  |                                 |                                                         |  |  |  |  |  |  |  |           |
|                      | Artur Sasko-Koburský                                              |  |                                 |                                                         |  |  |  |  |  |  |  |           |
|                      |                                                                   |  |                                 |                                                         |  |  |  |  |  |  |  |           |
|                      |                                                                   |  |                                 | Viktorie                                                |  |  |  |  |  |  |  |           |
|                      |                                                                   |  |                                 |                                                         |  |  |  |  |  |  |  |           |
|                      | Margareta z Connaughtu                                            |  |                                 |                                                         |  |  |  |  |  |  |  |           |
|                      |                                                                   |  |                                 |                                                         |  |  |  |  |  |  |  |           |
|                      |                                                                   |  |                                 | Fridrich Karel Pruský                                   |  |  |  |  |  |  |  |           |
|                      |                                                                   |  |                                 |                                                         |  |  |  |  |  |  |  |           |
|                      | Luisa Markéta Pruská                                              |  |                                 |                                                         |  |  |  |  |  |  |  |           |
|                      |                                                                   |  |                                 |                                                         |  |  |  |  |  |  |  |           |
|                      |                                                                   |  |                                 | Marie Anna Anhaltsko-Desavská                           |  |  |  |  |  |  |  |           |
|                      |                                                                   |  |                                 |                                                         |  |  |  |  |  |  |  |           |
| 'Margaretha Švédská' |                                                                   |  |                                 |                                                         |  |  |  |  |  |  |  |           |
|                      |                                                                   |  |                                 |                                                         |  |  |  |  |  |  |  |           |
|                      |                                                                   |  | Albert Sasko-Kobursko-Gothajský |                                                         |  |  |  |  |  |  |  |           |
|                      |                                                                   |  |                                 |                                                         |  |  |  |  |  |  |  |           |
|                      | Leopold, vévoda z Albany                                          |  |                                 |                                                         |  |  |  |  |  |  |  |           |
|                      |                                                                   |  |                                 |                                                         |  |  |  |  |  |  |  |           |
|                      |                                                                   |  |                                 | Viktorie                                                |  |  |  |  |  |  |  |           |
|                      |                                                                   |  |                                 |                                                         |  |  |  |  |  |  |  |           |
|                      | Karel Eduard Sasko-Kobursko-Gothajský                             |  |                                 |                                                         |  |  |  |  |  |  |  |           |
|                      |                                                                   |  |                                 |                                                         |  |  |  |  |  |  |  |           |
|                      |                                                                   |  |                                 | Jiří Viktor Waldecko-Pyrmontský                         |  |  |  |  |  |  |  |           |
|                      |                                                                   |  |                                 |                                                         |  |  |  |  |  |  |  |           |
|                      | Helena Waldecko-Pyrmontská                                        |  |                                 |                                                         |  |  |  |  |  |  |  |           |
|                      |                                                                   |  |                                 |                                                         |  |  |  |  |  |  |  |           |
|                      |                                                                   |  |                                 | Helena Nasavská                                         |  |  |  |  |  |  |  |           |
|                      |                                                                   |  |                                 |                                                         |  |  |  |  |  |  |  |           |
|                      | Sibylla Sasko-Kobursko-Gothajská                                  |  |                                 |                                                         |  |  |  |  |  |  |  |           |
|                      |                                                                   |  |                                 |                                                         |  |  |  |  |  |  |  |           |
|                      |                                                                   |  |                                 | Fridrich Šlesvicko-Holštýnsko-Sonderbursko-Glücksburský |  |  |  |  |  |  |  |           |
|                      |                                                                   |  |                                 |                                                         |  |  |  |  |  |  |  |           |
|                      | Fridrich Ferdinand Šlesvicko-Holštýnský                           |  |                                 |                                                         |  |  |  |  |  |  |  |           |
|                      |                                                                   |  |                                 |                                                         |  |  |  |  |  |  |  |           |
|                      |                                                                   |  |                                 | Adléta ze Schaumburg-Lippe                              |  |  |  |  |  |  |  |           |
|                      |                                                                   |  |                                 |                                                         |  |  |  |  |  |  |  |           |
|                      | Viktorie Adléta Šlesvicko-Holštýnská                              |  |                                 |                                                         |  |  |  |  |  |  |  |           |
|                      |                                                                   |  |                                 |                                                         |  |  |  |  |  |  |  |           |
|                      |                                                                   |  |                                 | Fridrich VIII. Šlesvicko-Holštýnský                     |  |  |  |  |  |  |  |           |
|                      |                                                                   |  |                                 |                                                         |  |  |  |  |  |  |  |           |
|                      | Karolína Matylda Šlesvicko-Holštýnsko-Sonderbursko-Augustenburská |  |                                 |                                                         |  |  |  |  |  |  |  |           |
|                      |                                                                   |  |                                 |                                                         |  |  |  |  |  |  |  |           |
|                      |                                                                   |  |                                 | Adléta z Hohenlohe-Langenburgu                          |  |  |  |  |  |  |  |           |
|                      |                                                                   |  |                                 |                                                         |  |  |  |  |  |  |  |           |